# Carpitalpa arendsi
Carpitalpa arendsi е вид златна къртица и единствен представител на монотипен род Carpitalpa.

## Разпространение и местообитание
Видът е разпространен в тясна ивица земя в граничен район между Зимбабве (Маникаленд) и Мозамбик (Маника). Основният ареал обхваща възвишението Нянга в Зимбабве на надморска височина между 850 и 2000 m н.в. заключен между 18°S на север и 20°S на юг.
Местообитанията и са свързани към райони с глинести почви в планинските пасища и в периферията на горите. Предпочитат да проправят ходове в открити райони и не проникват дълбоко в горите. Срещат се и в обработваеми площи и градини.